# Cold Pursuit
Cold Pursuit es una película estadounidense de suspense y acción dirigida por Hans Petter Moland, desde un guion de Frank Baldwin. La película es un remake libre de la película noruega Kraftidioten, también dirigido por Moland, y es protagonizada por Liam Neeson, Laura Dern, Emmy Rossum, y Tom Bateman.
La película fue estrenada el 8 de febrero de 2019, por Summit Entertainment.

## Premisa
El operador de un quitanieves Nelson "Mr. Plow" Coxman busca venganza contra un cártel de drogas en su ciudad natal, Kehoe, ubicado en las Montañas Rocosas después de que su único hijo Kyle es encontrado muerto por aparente sobredosis de heroína. Tras ver la indiferencia de dos de los agentes de policía de Kehoe, Coxman descubre que fue asesinado sin motivos aparentes por unos integrantes de la banda en un aeropuerto local. Coxman logra ubicar uno a uno a los integrantes de la banda y los hace desaparecer en una cascada. Las cosas se complican cuando en su búsqueda del cabecilla, Coxman escala en la pirámide de mando del cártel e involucra a otro cártel rival.

## Sinopsis
El operador de quitanieves Nels "Mr. Plow" Coxman es elegido como ciudadano del año en la ciudad estadounidense de Kehoe. Tras ello, vuelve a su trabajo como operador. Allí, en la zona nevada de las montañas, viven su esposa Kim y su hijo Kyle Coxman. Tras un altercado con cocaína, unos matones pertenecientes a un cártel de drogas secuestran a Kyle y a su compañero de trabajo Dante, que logra escapar. Sin embargo, Kyle es finalmente asesinado por sobredosis de cocaína. Esto deja tocado a Nels, ya que él sabe que su hijo no es un “yonki”.
Debido a la indiferencia de los dos agentes de policía, él mismo decide acabar con su vida con un rifle. Sin embargo, segundos antes de hacer esto, aparece Dante demacrado y con la cara sangrienta. Este le dice que sabe lo que pasó con su hijo y decide ayudarlo. Empieza yendo a por uno de los matones que secuestra a su hijo, llamado “Speedo”. Tras una brutal paliza, este le dice quién es su jefe y luego Nels lo estrangula hasta la muerte. Posteriormente, tira el cuerpo al cañón.
El jefe de Speedo es un tal “Limbo”, que tiene una tienda de vestimenta. Nels entra con la supuesta finalidad de un vestido para su pareja y él, aunque acaban peleando con pistolas, acabando con la revelación del jefe de este último, acabando con la vida de Limbo.
De camino a su trabajo, encuentra a “Santa”, el jefe de Limbo, que se adentra en la zona nevada donde trabaja Nels. Ya que Coxman sabe como la palma de su mano la zona, logra atrapar a Santa y como no declaró quién era su jefe, acaba matándolo con un rifle de caza.
El hermano de Nels, Brock “Wingman” Coxman, admite que conoce al jefe del cártel de la droga responsable de la muerte de su hijo. Este es un tal Trevor “Vikingo” Calcote, que tiene un hijo de entre 7 y 9 años y es resguardado por numerosos guardaespaldas.
Vikingo piensa que la muerte de tres de sus hombres es provocada por un antiguo enemigo suyo, “Toro Blanco”, líder de los Utes, una raza en Kehoe, por lo que decide acabar con su hijo y colgarlo en una señal en la zona nevada de la ciudad.
Tras no poder ir más lejos, Wingman ayuda a Nels a enviar un sicario, conocido como “El esquimal”, para acabar con Vikingo. Sin embargo, el sicario no hace caso a Brock y habla con Vikingo sobre lo ocurrido. Aun así, Vikingo y sus hombres asesinan a El esquimal y buscan personalmente a Wingman.
Tras ir a por él en coche y entrar Brock en él, este último se atreve a insultar a Vikingo y muere de forma digna, supuestamente por pistola y dejado en la nieve.
Para evitar la venganza de los Utes hacia Vikingo, este decide enviarles la cabeza de uno de sus hombres como si este fuera el responsable de la muerte de su hijo. Sin embargo, Toro Blanco solo quiere “la muerte de un hijo por la muerte de otro hijo”, asesinando al mensajero.
Sin poder hacer otra cosa, Nels secuestra al hijo de Vikingo, Ryan, y lo lleva a su casa, dónde lo trata y lo cuida incluso mejor que su padre. La mujer india de Vikingo habla con Vikingo sobre la custodia de su hijo, donde se dan cuenta de que ninguno de ambos tiene al hijo. Sin embargo, de forma tranquila, Vikingo se compromete a obtener a su hijo antes de veinticuatro horas.
Nels enseña a Ryan cosas sobre la caza, cosas que le impresionan y empieza a amar. Por otra parte, los indios y el conserje de la escuela de Ryan ven cómo Nels se lleva a Ryan y este último habla con Vikingo para contarle que Nels Coxman es quien se llevó a su hijo. Tras pedir recompensa, Vikingo y sus hombres ríen y claman darle la recompensa, tras lo que es asesinado fuera de pantalla.
Vikingo llama a Nels, el cual le da su dirección y le dice que vaya solo. Sin embargo, Coxman se esconde en su zona de trabajo. Vikingo averigua dónde trabaja Coxman y se dirige allí. Nels esconde a Ryan en su taller y Coxman intenta asesinar a Vikingo con un rifle. Sin embargo, este es pillado por uno de sus hombres y es llevado ante Vikingo para confesar dónde está Ryan.
Justo antes de decirlo, los Utes disparan contra Vikingo y sus hombres, que desembocan en un tiroteo, del que solo quedan vivos Vikingo y Toro Blanco. Vikingo intenta escapar en coche, pero Nels lanza un tronco con una grúa al coche, dejándolo enhiesto y clavado en este, quedando el coche inmóvil. Tras no poder escapar, Toro Blanco dispara a Vikingo con una pistola, acabando con su vida y vengando a los hijos de Toro Blanco y Nels.
Ryan es visto con un tractor de Nels y Toro Blanco y Nels huyen del lugar en el quitanieves del último, no sin antes ser testigos de un accidentes en el que uno de los Utes cae en paracaídas enfrente del quitanieves, siendo triturado y dando fin a la película.

## Reparto
- Liam Neeson como Nelson "Mr. Plow" Coxman.
- Tom Bateman como Trevor "Vikingo" Calcote.
- Emmy Rossum como Kimbery "Kim" Dash.
- Tom Jackson como "Toro Blanco".
- Julia Jones como Aya.
- Laura Dern como Grace Coxman.
- John Doman como Gip.
- Domenick Lombardozzi como Mustang.
- Benjamin Hollingsworth como Dexter.
- Nicholas Holmes como Ryan Calcote.
- Raoul Trujillo como Thorpe.
- Aleks Paunovic como Detective Osgard.
- Michael Eklund como Steve "Speedo" Milliner
- Bradley Stryker como Jacob Rutman, "Limbo".
- Michael Adamthwaite como Jeff Christensen, "Santa'.
- Kyle Nobess as Simon "Baby Hawk" Legrew, hijo de Toro Blanco.
- Arnold Pinnock como Leighton Deeds, "El Esquimal".
- William Forsythe como Brock Coxman, "Wingman".
- Benjamin Hollingsworth como Tycho "Dexter" Hammel, sicario del "Vikingo" y amante secreto de Mustang.
- Wesley MacInnes como Dante Ferstel
- David O'Hara como Gallum "Sly" Ferrante, sicario del "Vikingo".
- Gus Halper como Anton "Bone" Dinckel.

## Producción
En enero de 2017, se anunció que Liam Neeson se había unido el reparto de la película, con Hans Petter Moland dirigiéndola desde un guion de Frank Baldwin. Michael Shamberg produciría la película, mientras que StudioCanal también produciría la película. En marzo de 2017, Domenick Lombardozzi, Emmy Rossum, Benjamin Hollingsworth, Laura Dern, William Forsythe, Julia Jones, y John Doman se unieron al reparto de la película. En abril de 2017, Aleks Paunovic se unió al reparto de la película.

### Rodaje
La fotografía principal comenzó en marzo de 2017, en Alberta, Canadá. La filmación tuvo lugar en Fernie, Columbia Británica
.

## Estreno
En noviembre de 2017, Summit Entertainment adquirió los derechos de distribución en Estados Unidos. La película fue estrenada el 8 de enero de 2019.

## Recepción
Cold Pursuit recibió reseñas generalmentes mixtas a positivas de parte de la crítica y de la audiencia. En el sitio web especializado Rotten Tomatoes, la película posee una aprobación de 68%, basada en 189 reseñas, con una calificación de 6.2/10, y con un consenso crítico que dice: "Cold Pursuit ofrece la acción que se espera de un thriller de Liam Neeson, junto con humor y una sofisticada racha que hacen de este un remake extraordinariamente efectivo." De parte de la audiencia tiene una aprobación de 49%, basada en más de 2500 votos, con una calificación de 3.1/5.
El sitio web Metacritic le dio a la película una puntuación de 57 de 100, basada en 39 reseñas, indicando "reseñas mixtas". Las audiencias encuestadas por CinemaScore le otorgaron a la película una "A-" en una escala de A+ a F, mientras que en el sitio IMDb los usuarios le asignaron una calificación de 6.2/10, sobre la base de 69 944 votos. En la página web FilmAffinity la cinta tiene una calificación de 5.2/10, basada en 5335 votos.